# قطعنامه ۱۷۸۵ شورای امنیت
قطعنامه  ۱۷۸۵ شورای امنیت سازمان ملل متحد که در تاریخ ۲۱ نوامبر ۲۰۰۷ تصویب شد، سندی بین‌المللی دربارهٔ بررسی وضعیت در بوسنی و هرزگوین است. این قطعنامه طی نشست ۵۷۸۲ام با ۱۵ رای موافق، ۰ مخالف و ۰ ممتنع تصویب شد.